# Бикув
Бикув (пол. Byków, нім. Peuke) — село в Польщі, у гміні Длуґоленка Вроцлавського повіту Нижньосілезького воєводства.
Населення — 598 осіб (2011).
У 1975-1998 роках село належало до Вроцлавського воєводства.

## Демографія
Демографічна структура станом на 31 березня 2011 року:
|          | Загалом | Допрацездатний вік | Працездатний вік | Постпрацездатний вік |
| -------- | ------- | ------------------ | ---------------- | -------------------- |
| Чоловіки | 284     | 68                 | 190              | 26                   |
| Жінки    | 314     | 79                 | 180              | 55                   |
| Разом    | 598     | 147                | 370              | 81                   |